# Conviction (serie televisiva 2006)
Conviction è una serie televisiva giudiziaria statunitense andata in onda per una stagione, nel 2006, sulla NBC. È la quinta serie del franchise di Law & Order, ma il titolo non è preceduto dal testo Law & Order per richiesta espressa della NBC, che pensava così di attirare nuovi telespettatori che non seguivano le altre quattro serie del franchise già in onda. La serie, però, è stata principalmente vista solo da chi già seguiva la saga, senza riuscire nell'intento. Conviction è stata quindi cancellata dalla NBC il 19 maggio 2006 dopo i tredici episodi trasmessi della serie.
L'impostazione della serie TV è inedita, e cerca di proporre un format che possa piacere al pubblico più giovane. Pur ambientando le proprie storie sempre in ambito giudiziario, anche con alcuni cameo di volti noti provenienti dalle altre serie del franchise, si concentra su un nuovo cast di personaggi giovani, alcuni anche alle prime armi, che stanno iniziando a lavorare nell'ambiente dei loro sogni. La vita privata dei protagonisti si mescola con quella privata, che viene parecchio approfondita. La parte tradizionale investigativa è molto meno rilevante rispetto agli eventi in aula e negli uffici del distretto. Nella serie sono presenti anche diverse scene di flirt e sesso tra i protagonisti, oltre ad abbondare i momenti di umorismo, soprattutto legati al personaggio di Nick Potter, conseguenti al proprio stato di "pivello" del settore, ancora molto inesperto. La serie presenta anche una inedita colonna sonora, composta da diversi brani cantati per alcuni avvenimenti delle storie o di fondo per il resto.   
"Conviction" è l'espressione utilizzata dalla giuria nei tribunali degli Stati Uniti per indicare il verdetto di colpevolezza nei confronti dell'imputato.
In Italia, dopo essere stata trasmessa in prima visione su Fox Crime con il titolo originale, la serie è stata trasmessa in prima TV in chiaro da Canale 5 con il titolo di Sex & Law. Questo nome è stato ideato dai responsabili dei palinsesti Mediaset per richiamare il nome del franchise, pur proponendo un nome nuovo, ma non è stato approvato dai creatori della serie.

## Trama
I protagonisti sono un gruppo di avvocati e di procuratori di New York, alle prese con casi complessi sia davanti al giudice che davanti a se stessi.

## Episodi
| Stagione       | Episodi | Prima TV originale | Prima TV Italia |
| -------------- | ------- | ------------------ | --------------- |
| Prima stagione | 13      | 2006               | 2007            |